# Roy Oswalt
Roy Edward Oswalt (* 29. srpna 1977, Weir, Mississippi, USA) je americký baseballový nadhazovač. V Major League Baseball hrál 10 sezón v klubu Houston Astros, v jehož dresu debutoval 6. května 2001. Od roku 2010 je členem týmu Philadelphia Phillies.
Roy Oswalt je startovací nadhazovač (Starting Pitcher) a nosí číslo dresu 44. Nadhazuje i odpaluje pravou rukou. Je považován za jednoho z nejkvalitnějších nadhazovačů v Národní lize.

## Úspěchy
Roy Oswalt byl třikrát vybrán do Major League Baseball All-Star Game (v letech 2005, 2006 a 2007). Se svým klubem postoupil v roce 2005 do Světové série, v níž Astros podlehli týmu Chicago White Sox.
V sezónách 2004 a 2005 Oswalt dvakrát po sobě vyhrál 20 zápasů základní části Major League Baseball. V letech 2002 a 2004 udělil soupeřovým pálkařům přes 200 strikeoutů.
V roce 2000 reprezentoval USA na Olympijských hrách a získal zlatou medaili.

## Smlouva
V roce 2006 Oswalt podepsal s Astros pětiletou smlouvu s roční opcí za 73 milionů dolarů. Tato smlouva vyprší po sezóně 2011, kdy chce Oswalt podle vlastních slov ukončit kariéru, a neplánuje tedy využití opce na rok 2012.